# Bulbophyllum obtusiangulum
Bulbophyllum obtusiangulum là một loài phong lan thuộc chi Bulbophyllum.